# Bernd Korzynietz
Bernd Korzynietz (ur. 8 września 1979 w Würzburgu w Niemczech), piłkarski obrońca.

## Kariera klubowa
Jego pierwszym seniorskim zespołem była drużyna Borussia Mönchengladbach. Występował w niej w latach 1999–2005. Wystąpił w niej w 150 spotkaniach, zdobywając 8 goli. W 2005 roku zmienił drużynę na zespół Arminia Bielefeld. Jak na razie wystąpił w jej barwach w 75 meczach. W 2008 został wypożyczony do VfL Wolfsburg, a już w zimowym okienku transferowym na początku 2009 podpisał kontrakt z MSV Duisburg.